# Антипсихотичні препарати

Хлорпромазин — перший синтезований антипсихотичний препарат

Антипсихотичні препарати (інші назви нейролептики (від грец. νεῦρον — нерв та ληπτικός — вбираючий, втягуючий); нейроплегіки (від грец. νεῦρον — нерв та πληγία — удар, поразка); великі транквілізатори) — група психотропних засобів, які пригнічують надмірну активність нервової системи, та застосовуються для усунення симптомів психозів, зокрема галюцинацій, психомоторного збудження, марення, розладів мислення, агресивності, головним чином при шизофренії, але також і при ряді інших психотичних розладів, не порушуючи при цьому свідомості.

## Історія виникнення
Початок застосування антипсихотичних препаратів припадає на 1950 рік, коли у Франції уперше синтезовано хлорпромазин, який є похідним фенотіазину. 13 жовтня 1951 року з'явилася перша стаття, в якій публічно згадувався хлорпромазин. Анрі Лаборит повідомив про застосування хлорпромазину для гібернації, в анестезіології. 26 травня 1952 року два французькі психіатри Жан Делей і П'єр Денікер оголосили, що вони спостерігали заспокійливий ефект у пацієнтів з манією. Відтоді його почали використовувати для лікування шизофренії. Застосування хлорпромазину назвали «хімічною лоботомією». В 1952 році з висушеного кореня Rauwolfia serpentina (який століттями використовували при психічних розладах, гарячці та укусах змій) було виділено резерпін. Він був введений як антипсихотичний засіб 1954 року і його використовували у психіатрії для лікування шизофренії. У 1957 році дослідники хлорпромазину Деле і Деннікер ввели термін «нейролептики». У 1958 році в лабораторії бельгійської компанії «Janssen Pharmaceutica» синтезований перший антипсихотичний препарат з групи бутирофенону — галоперидол. У 1966 році синтезований перший антипсихотичний препарат з групи бензамідів — сульпірид. Одночасно на початку 60-х років ХХ століття уперше встановлено вплив нейролептиків на обмін нейромедіаторів у головному мозку і відбулося зародження дофамінергічної теорії шизофренії. У 1968 році уперше синтезовано клозапін — перший антипсихотичний препарат, при застосуванні якого не спостерігались екстрапірамідні побічні ефекти. У 60-х роках також розроблено нейролептичні препарати для парентерального застосування подовженої дії, зокрема препарати флуфеназину, перфеназину, флюпентиксолу. Після введення у клінічну практику сульпіриду та клозапіну ці препарати віднесли до підгрупи так званих атипових нейролептиків, а з 80-х років ХХ століття до початку ХХІ століття синтезовано ще низку антипсихотичних препаратів, які мають кращі фармакологічні властивості та які краще переносять хворі, зокрема амісульприд, арипіпразол, карипразин, оланзапін, рисперидон та зипразидон.
У 2024 році був схвалений FDA антипсихотичний засіб KarXT, також відомий під торговою маркою Cobenfy, який поєднує в собі ксаномелін, який діє на мускаринові рецептори (агоніст рецепторів M1 і M4), і trospium, який зменшує побічні ефекти активації периферичних мускаринових рецепторів. Цей препарат є початком розробок засобів, новітнього покоління антипсихотичних препаратів з фундаментально іншим механізмом дії. KarXT є великим проривом у лікуванні психотичних розладів, оскільки, на відміну від традиційних нейролептиків, він не покладається на блокування рецепторів дофаміну. Натомість KarXT працює через механізм мускаринового агоніста, що є зовсім іншим підходом до лікування шизофренії та інших психотичних розладів.

## Класифікація
В основі класифікації антипсихотичних препаратів переважно застосовують їх хімічну структуру, та, рідше, нейрохімічний механізм їх дії за впливом на відповідні рецептори щодо їх чутливості до відповідних нейромедіаторів.
За хімічною структурою антипсихотичні препарати поділаються на:
1. Похідні фенотіазину. Поділяються на аліфатичні похідні (хлорпромазин, левомепромазин, промазин, алімемазин, ацепромазин, метопромазин, трифлупромазин); похідні піперазину (трифлуоперазин, перфеназин, тіопроперазин, флуфеназин, метофеназин, прохлорперазин); піперидинові похідні (тіоридазин, периціазин, піпотіазин).
2. Похідні бутирофенону[es]. До цієї групи належать галоперидол, дроперидол[19], бенперидол[19], трифлуперидол, бромперидол[19], мелперон[19], піпамперон[19].
3. Похідні тіоксантену. До цієї групи належать хлорпротиксен, флюпентиксол, зуклопентиксол, тіотиксен, клопентиксол.
4. Похідні циклічних сполук піперазину і піперидину. До цих препаратів належать пімозид, пенфлюридол, флушпірилен, рисперидон, паліперидон, ілоперидон та арипіпразол.
5. Похідні бензаміду. До цієї групи належать сульпірид, амісульприд, левосульприд, тіаприд, сультоприд.
6. Похідні дибензазепінів. До цієї групи належать клозапін, оланзапін, кветіапін, клотіапін, локсапін, зотепін, азенапін.
7. Похідні індолу. До цієї групи належать резерпін, зипразидон, сертиндол та дикарбін.

За впливом на рецептори щодо їх чутливості до відповідних нейромедіаторів антипсихотичні препарати умовно поділяють на наступні групи:
1. Селективні блокатори дофамінових рецепторів: галоперидол, пімозид, сульпірид, амісульприд.
2. Неселективні блокатори дофамінових рецепторів: хлорпромазин, левомепромазин, тіоридазин, хлорпротиксен.
3. Блокатори дофамінових рецепторів та часткові блокатори серотонінових та α-1-норадреналінових рецепторів: перфеназин, флуфеназин, трифлуоперазин, зуклопентиксол, флюпентиксол.
4. Збалансовані блокатори дофамінових і серотонінових рецепторів із помірним впливом на α-1-норадреналінові рецептори: рисперидон, паліперидон, ілоперидон, зипразидон, сертиндол.
5. Переважні блокатори серотонінових рецепторів із частковим впливом на дофамінові рецептори та рецептори інших нейромедіаторних систем: клозапін, оланзапін, кветіапін.
6. Часткові агоністи дофамінових рецепторів: арипіпразол, улотаронт.

Також антипсихотичні препарати поділяють на типові нейролептики (нейролептики першого покоління), для яких характерною є поява екстрапірамідних побічних ефектів при їх застосуванні; та на атипові нейролептики (нейролептики другого покоління), при застосуванні яких екстрапірамідні побічні ефекти спостерігаються рідко. До типових антипсихотичних препаратів належать, зокрема, хлорпромазин, левомепромазин, пімозид, флюпентиксол, флуфеназин, тіоридазин, галоперидол, локсапін, перфеназин, прохлорперазин, триокситин і трифторперазин. До атипових нейролептиків належать арипіпразол, клозапін, оланзапін, кветіапін, рисперидон та зипразидон.

## Фармакокінетика
Антипсихотичні препарати при прийомі всередину швидко всмоктуються, проте у більшості випадків біодоступність їх невелика у зв'язку із ефектом першого проходження препаратів через печінку. При внутрішньом'язовому введенні біодоступність їх збільшується, проте збільшується ймовірність утворення преципітатів у м'язах. Антипсихотичні препарати добре зв'язуються з білками плазми крові, та проникають через гематоенцефалічний бар'єр і плаценту, накопичуються у мозку та інших органах із хорошою васкуляризацією. Метаболізуються антипсихотичні препарати в печінці, частина з них з утворенням активних метаболітів, частина з утворенням неактивних метаболітів. Частина препаратів метаболізується також у кишці, легенях, мозку, нирках. Виводяться антипсихотичні препарати з організму як із сечею, так і з калом. Період напіввиведення антипсихотичних препаратів коливається переважно в межах 20—40 годин, при застосувані ін'єкційних форм із сповільненим виділенням цей час збільшується до 7—14 діб.

## Застосування
Антипсихотичні препарати застосовують при різних психозах найчастіше при шизофренії, а також при біполярному афективному розладі, гострих маніакальних психотичних розладах, при делірії, деменції та для тривалого лікування хронічних психотичних розладів.

## Побічна дія
Найчастішими побічними ефектами при застосуванні типових антипсихотичних препаратів (нейролептиків першого покоління) є екстрапірамідні побічні ефекти, які охоплюють акатизію, дистонію, дискінезію (у тому числі пізню дискінезію, що включає стереотипне плямкання губами, жувальні рухи, хореїчні рухи), паркінсонізм (у тому числі тремор, брадикінезія або акінезія). Внаслідок тривалого прийому антипсихотиків (переважно типових) розвиваються нейролептичний дефектний синдром, психози гіперчутливості та синдром відміни антипсихотиків (нейролептиків). Нерідко при застосуванні типових антипсихотичних препаратів спостерігаються також судоми, вегетативні порушення, шкірний висип та зміна забарвлення шкіри, ортостатична гіпотензія, порушення провідності на ЕКГ, холінолітичні ефекти (сухість у роті, запор, порушення зору), підвищення рівня пролактину, збільшення ваги тіла, зниження лібідо, зміни в аналізі крові (лейкопенія, тромбоцитопенія, панцитопенія, агранулоцитоз). Небезпечним для життя, хоча й нечастим, ускладненням застосування нейролептичних препаратів є злоякісний нейролептичний синдром. При застосуванні сучасних антипсихотичних препаратів частіше спостерігаються порушення вуглеводного обміну, аж до розвитку цукрового діабету, а також збільшення маси тіла. Збільшення рівня пролактину нерідко спостерігається при застосуванні галоперидолу (частіше з усіх), рисперидону, оланзапіну, сертиндолу та паліперидону.
Застосування будь-якого антипсихотика пов'язане зі зменшенням об'єму мозкової тканини, включаючи зменшення білої речовини, ефект, який залежить від дози та часу. Недавнє контрольоване дослідження показало, що нейролептики другого покоління у поєднанні з інтенсивною психосоціальною терапією потенційно можуть запобігти втраті об'єму мозку при першому епізоді психозу.